# Тодд Славкин и Даррен Свиммер
Тодд Славкин и Даррен Свиммер (англ. Todd Slavkin and Darren Swimmer) — американский дуэт сценаристов и продюсеров. Они выступали в качестве шоураннеров телесериалов «Тайны Смолвиля», «Мелроуз-Плейс», «Сумеречные охотники» и «Тайное общество мистера Бенедикта», а также принимали участие в сериалах «Необыкновенная семейка», «Люди Альфа», «Вызов», «Доминион» и «Обвиняемая». Славкин иногда снимал эпизоды телесериалов, в которых они участвуют.

## Ранняя жизнь
Славкин и Свиммер познакомились, когда они оба учились в Palms Junior High School в Лос-Анджелесе, Калифорния; с тех пор они друзья.

## Карьера
Дуэт написал сценарий для телефильма 1994 года «Зловещее отражение», а также для снятого прямо на видео фильма 2004 года «Контроль».
С 2003 по 2009 год они написали 24 эпизода для супергеройского телесериала «Тайны Смолвиля» и сюжет для двух эпизодов. Славкин также снял два эпизода «Persona» (7.10) и «Arctic» (7.20). Они также помогли с производством телесериала, в конечном итоге став шоураннерами для «Тайн Смолвиля» в его седьмом и восьмом сезоне с 2007 по 2009 год вместе с Келли Соудерс и Брайаном Питерсоном после ухода оригинальных шоураннеров и создателей телесериала Альфреда Гофа и Майлза Миллара.
После восьмого сезона «Тайн Смолвиля» они ушли, чтобы разрабатывать и продюсировать телесериал «Мелроуз-Плейс», который длился один сезон с 2009 по 2010 год. Они также написали пилотный «Pilot» и финальный эпизод «Wilshire» и сюжет для двенадцатого эпизода «San Vicente».
Они были консультирующими продюсерами и написали три эпизода «No Ordinary Quake», «No Ordinary Brother» и «No Ordinary Future» для научно-фантастического телесериала ABC 2010—2011 годов «Необыкновенная семейка».
Они были консультирующими продюсерами во втором сезоне телесериала Syfy 2011—2012 годов «Люди Альфа».
Они были сначала консультирующими продюсерами, а затем исполнительными продюсерами другого телесериала Syfy 2013—2015 годов «Вызов», и написали шесть эпизодов «Brothers in Arms» (1.06), «The Bride Wore Black» (1.10), «Beasts of Burden» (2.04), «All Things Must Pass» (2.12), «Broken Bough» (3.03) и «The Awakening» (3.12). Славкин снял один эпизод «The Bride Wore Black».
Они были исполнительными продюсерами ещё одного телесериала Syfy 2014—2015 годов «Доминион», для которого они также написали один эпизод «Beware Those Closest to You: Part I» (1.08).
Они были исполнительными продюсерами и написали два эпизода «The Eye of the Needle» и «The Crown v Atwood» для британо-американского детективного телесериала 2016 года «Обвиняемая».
Они были шоураннерами сверхъестественного драматического телесериала Freeform 2016—2019 годов «Сумеречные охотники» в течение второго и третьего сезонов, заменив создателя телесериала Эда Дектера, который покинул телесериал из-за творческих разногласий. За это время они написали пять эпизодов «By the Light of Dawn» (2.10), «Beside Still Water» (2.20), «On Infernal Ground» (3.01),
«Lost Souls» (3.11) и «All Good Things…» (3.22). Славкин снял три эпизода «Aku Cinta Kamu» (3.19), «Alliance» (3.21) и «All Good Things…».
В настоящее время они являются шоураннерами детективного приключенческого телесериала Disney+ «Тайное общество мистера Бенедикта», который начал выходить в эфир в 2021 году.

## Работы над «Тайнами Смолвиля»
Кроме работ исполнительных продюсеров и сценаристов «Тайн Смолвиля», дуэт был соисполнительными продюсерами в шестом сезоне с 2006 по 2007 год, руководящими продюсерами в пятом сезоне с 2005 по 2006 год, продюсерами в четвёртом сезоне с 2004 по 2005 год, сопродюсерами в третьем сезоне с 2003 по 2004 год и исполнительными редакторами сюжета в втором сезоне кроме «Redux» (2.06), с 2002 по 2003 год

### Сценаристы
- «Duplicity» (2.03)
- «Visage» (2.11)
- «Rush» (2.14)
- «Accelerate» (2.21) (только сюжет)
- «Extinction» (3.03)
- «Asylum» (3.09)
- «Velocity» (3.13)
- «Resurrection» (3.15)
- «Covenant» (3.22) (только сюжет)
- «Transference» (4.06)
- «Recruit» (4.13)
- «Commencement» (4.22)
- «Arrival» (5.01)
- «Aqua» (5.04)
- «Solitude» (5.08)
- «Hypnotic» (5.16)
- «Fragile» (5.18)
- «Sneeze» (6.02)
- «Rage» (6.07)
- «Freak» (6.15)
- «Phantom» (6.22)
- «Kara» (7.02)
- «Blue» (7.08)
- «Odyssey» (8.01) (только телесценарий)
- «Identity» (8.07)
- «Power» (8.13)